# Schallun
Schallun ist ein Wohnplatz im Ortsteil Falkenberg der Gemeinde Altmärkische Wische im Landkreis Stendal in Sachsen-Anhalt.

## Geografie
Schallun liegt etwa vier Kilometer südöstlich der Hansestadt Seehausen (Altmark) im Nordwesten des Ortsteils Falkenberg am Flüsschen Tauber Aland. Der westliche Teil des Ortes hieß früher Groß Schallun, der östliche Teil Klein Schallun war noch 1958 ein Wohnplatz.
Nachbarorte sind Biesehof im Westen und Falkenberg im Südosten.

## Geschichte
Die erste Erwähnung von Schallun stammt aus dem Jahr 1334 als Scalun, als Markgraf Ludwig das Dorf dem Kloster Krevese übereignete. Weitere Nennungen sind 1515 bei Schallune, 1515 Schallune vor Seehausen belegen, 1572 vonn dem höffe zue Schallune, 1608 Zum Schallaun genannt, 1620 Die Höffe zue Schallun. 1804 heißt es Schallun oder Der Große Schallun und war ein Freihof. 1873 heißt es Schallun, Freigut.
Erst 1905 heißt das Dorf Groß Schallun., auch noch 1958. 1986 wird es als Ortsteil Schallun aufgeführt. 2006 jedoch nur noch als Wohnplatz, so wie auch 2013.
Im Jahre 1986 unterhielt die LPG Tierproduktion „Roter Oktober“ Falkenberg in Groß Schallun einen Standort mit Schmiede und Technik.

### Einwohnerentwicklung
| Jahr | Einwohner |
| ---- | --------- |
| 1734 | 19        |
| 1775 | 18        |
| 1789 | 38        |
| 1798 | 27        |

| Jahr | Einwohner |
| ---- | --------- |
| 1801 | 29        |
| 1818 | 30        |
| 1871 | 85        |
| 1885 | 35        |

| Jahr | Einwohner |
| ---- | --------- |
| 1895 | 44        |
| 1905 | 34        |

Quelle:

## Religion
Die evangelischen Christen aus Schallun waren eingepfarrt in die Kirchengemeinde Schönberg und gehörten damit früher zur Pfarrei Schönberg bei Seehausen in der Altmark. Die Kirchengemeinde gehört heute zum Kirchspiel Schönberg-Falkenberg und damit zum Pfarrbereich Seehausen des Kirchenkreises Stendal im Propstsprengel Stendal-Magdeburg der Evangelischen Kirche in Mitteldeutschland.